# Kevin Randleman
Kevin Christopher Randleman (Sandusky, 10 agosto 1971 – San Diego, 11 febbraio 2016) è stato un lottatore di arti marziali miste statunitense.
Nonostante un non esaltante record di carriera (17-16), Randleman è stato campione dei pesi massimi UFC riuscendo a difendere il titolo una volta ed è stato per due volte campione di lotta libera NCAA. Viene considerato da molti come uno dei migliori lottatori della UFC nella categoria dei pesi massimi e ricordato per il suo grande atletismo, la sua potenza esplosiva, che gli sono valsi il soprannome The Monster, e soprattutto per essere stato uno dei pionieri della UFC.
È morto per le complicazioni di una polmonite.

## Carriera nelle arti marziali miste

### Gli inizi in Brasile
La carriera nelle arti marziali miste di Randleman inizia nel 1996 con i tornei di vale tudo organizzati in Brasile: qui combatte nei tornei Universal Vale Tudo Fighting e Brazil Open '97 segnando un record di 6-2.

### Ultimate Fighting Championship
Nel 1999 torna in patria per combattere nella UFC.
Al suo esordio convince tutti sconfiggendo l'ex campione Maurice Smith ai punti e può quindi lottare subito per il vacante titolo dei pesi massimi: la sfida per il titolo si tiene a UFC 20 il 7 maggio 1999 contro il veterano olandese Bas Rutten; Randleman perde per decisione non unanime un incontro che lo aveva visto in vantaggio praticamente in ogni momento e infatti il verdetto venne ritenuto scandaloso o comunque controverso, come venne definito dallo stesso team di Randleman e dalla giornalista Maggie Hendricks.
Successivamente Rutten lasciò il titolo vacante per poter cambiare categoria e quindi Randleman ebbe un'altra chance, questa volta contro Pete Williams, e non la fallì vincendo in Giappone per decisione dopo cinque round e venendo quindi incoronato campione dei pesi massimi UFC.
Nel 2000 riesce a difendere il titolo contro Pedro Rizzo ma lo stesso anno lo perde per mano di Randy Couture, che mette lo KO. In seguito passa ai pesi mediomassimi.

### Pride Fighting Championships
Nel 2002 passa all'organizzazione giapponese Pride e nei primi due anni mette a segno 3 vittorie e 2 sconfitte.
Nel 2004 prende parte all'Heavyweight Grand Prix e al primo turno realizza una delle più prestigiose vittorie della sua carriera, mettendo KO al primo round l'ex campione K-1 Mirko Filipović. Ai quarti di finale dovrà arrendersi allo strapotere di Fedor Emelianenko, nonostante ad inizio incontro riesca a stendere il russo con uno spettacolare suplex.
Sempre nel 2004 dopo aver subito un incidente stradale e aver contratto il virus dello stafilococco, il suo record iniziò a passare sempre più in ottica negativa. Da 15-7 dopo aver subito la sconfitta con Emelianenko infatti, ottenne solo altre due vittorie e ben 10 sconfitte proseguendo la sua carriera nella lega nipponica dove Randleman perse quattro incontri di seguito: Filipović ottenne la rivincita e nel 2006, nell'ultimo incontro per Pride, viene sconfitto da Mauricio Rua.

### Finale di carriera: WVR e Strikeforce
Randleman resta comunque in Giappone grazie ad un contratto con l'organizzazione World Victory Road, con la quale combatte un paio di incontri, e contemporaneamente prende parte a match negli Stati Uniti con la Strikeforce.
Il finale di carriera è ancor più negativo e dall'abbandono del Pride ottiene un record parziale di 1-5.

### Riconoscimenti postumi
Nel 2020 è stato inserito nella UFC Hall of Fame nella sezione "Pionieri".

## Risultati nelle arti marziali miste
| Risultato | Record | Avversario            | Metodo                                   | Evento                                  | Data              | Round | Tempo | Città                      | Note                                                |
| --------- | ------ | --------------------- | ---------------------------------------- | --------------------------------------- | ----------------- | ----- | ----- | -------------------------- | --------------------------------------------------- |
| Sconfitta | 17–16  | Baga Agaev            | Sottomissione (armbar)                   | Mayor's Cup                             | 7 maggio 2011     | 1     | 4:05  | Chabarovsk, Russia         |                                                     |
| Sconfitta | 17–15  | Roger Gracie          | Sottomissione (rear naked choke)         | Strikeforce: Heavy Artillery            | 15 maggio 2010    | 2     | 4:10  | Saint Louis, Stati Uniti   |                                                     |
| Sconfitta | 17–14  | Stanislav Nedkov      | Decisione (non unanime)                  | World Victory Road Presents: Sengoku 11 | 7 novembre 2009   | 3     | 5:00  | Tokyo, Giappone            |                                                     |
| Sconfitta | 17–13  | Mike Whitehead        | Decisione (unanime)                      | Strikeforce: Lawler vs. Shields         | 6 giugno 2009     | 3     | 5:00  | Saint Louis, Stati Uniti   | Debutto in Strikeforce                              |
| Vittoria  | 17–12  | Ryo Kawamura          | Decisione (unanime)                      | World Victory Road Presents: Sengoku 2  | 18 maggio 2008    | 3     | 5:00  | Tokyo, Giappone            |                                                     |
| Sconfitta | 16–12  | Mauricio Rua          | Sottomissione (kneebar)                  | Pride 32: The Real Deal                 | 21 ottobre 2006   | 1     | 2:35  | Las Vegas, Stati Uniti     |                                                     |
| Vittoria  | 16–11  | Fatih Kocamis         | Decisione (unanime)                      | Bushido Europe-Rotterdam Rumble         | 9 ottobre 2005    | 2     | 5:00  | Rotterdam, Paesi Bassi     |                                                     |
| Sconfitta | 15–11  | Kazuhiro Nakamura     | Decisione (unanime)                      | Pride Total Elimination 2005            | 23 aprile 2005    | 3     | 5:00  | Osaka, Giappone            |                                                     |
| Sconfitta | 15–10  | Mirko Filipović       | Sottomissione (ghigliottina)             | Pride Shockwave 2004                    | 31 dicembre 2004  | 1     | 0:42  | Saitama, Giappone          |                                                     |
| Sconfitta | 15–9   | Ron Waterman          | Sottomissione (keylock)                  | Pride Final Conflict 2004               | 15 agosto 2004    | 1     | 7:44  | Saitama, Giappone          |                                                     |
| Sconfitta | 15–8   | Fedor Emelianenko     | Sottomissione (kimura)                   | Pride Critical Countdown 2004           | 20 giugno 2004    | 1     | 1:33  | Saitama, Giappone          | Pride 2004 Heavyweight Grand Prix, Quarti di finale |
| Vittoria  | 15–7   | Mirko Filipović       | KO (pugni)                               | Pride Total Elimination 2004            | 25 aprile 2004    | 1     | 1:57  | Saitama, Giappone          | Pride 2004 Heavyweight Grand Prix, Primo turno      |
| Sconfitta | 14–7   | Kazushi Sakuraba      | Sottomissione (armbar)                   | Pride Final Conflict 2003               | 9 novembre 2003   | 3     | 2:36  | Tokyo, Giappone            |                                                     |
| Sconfitta | 14–6   | Quinton Jackson       | KO (ginocchiata e pugni)                 | Pride 25: Body Blow                     | 16 marzo 2003     | 1     | 6:58  | Yokohama, Giappone         |                                                     |
| Vittoria  | 14–5   | Murilo Rua            | KO Tecnico (ferita)                      | Pride 24: Cold Fury 3                   | 23 dicembre 2002  | 3     | 0:20  | Fukuoka, Giappone          |                                                     |
| Vittoria  | 13–5   | Kenichi Yamamoto      | KO Tecnico (ginocchiate)                 | Pride 23: Championship Chaos 2          | 24 novembre 2002  | 3     | 1:16  | Tokyo, Giappone            |                                                     |
| Vittoria  | 12–5   | Michiyoshi Ohara      | Decisione (unanime)                      | Pride 22: Beasts From The East 2        | 29 settembre 2002 | 3     | 5:00  | Nagoya, Giappone           | Debutto in Pride                                    |
| Vittoria  | 11–5   | Brian Dohl            | KO (pugno)                               | RFC: The Beginning                      | 13 luglio 2002    | 1     | 0:20  | Las Vegas, Stati Uniti     |                                                     |
| Vittoria  | 10–5   | Renato Sobral         | Decisione (unanime)                      | UFC 35: Throwdown                       | 11 gennaio 2002   | 5     | 5:00  | Uncasville, Stati Uniti    |                                                     |
| Sconfitta | 9–5    | Chuck Liddell         | KO (pugni)                               | UFC 31: Locked and Loaded               | 4 maggio 2001     | 1     | 1:18  | Atlantic City, Stati Uniti | Passa ai Pesi Mediomassimi                          |
| Sconfitta | 9–4    | Randy Couture         | KO Tecnico (colpi)                       | UFC 28: High Stakes                     | 17 novembre 2000  | 3     | 4:13  | Atlantic City, Stati Uniti | Perde il titolo dei Pesi Massimi UFC                |
| Vittoria  | 9–3    | Pedro Rizzo           | Decisione (unanime)                      | UFC 26: Ultimate Field Of Dreams        | 9 giugno 2000     | 5     | 5:00  | Cedar Rapids, Stati Uniti  | Difende il titolo dei Pesi Massimi UFC              |
| Vittoria  | 8–3    | Pete Williams         | Decisione (unanime)                      | UFC 23: Ultimate Japan 2                | 19 novembre 1999  | 5     | 5:00  | Urayasu, Giappone          | Vince il titolo dei Pesi Massimi UFC                |
| Sconfitta | 7–3    | Bas Rutten            | Decisione (non unanime)                  | UFC 20: Battle for the Gold             | 7 maggio 1999     | 1     | 21:00 | Birmingham, Stati Uniti    | Per il titolo dei Pesi Massimi UFC                  |
| Vittoria  | 7–2    | Maurice Smith         | Decisione (unanime)                      | UFC 19: Ultimate Young Guns             | 5 marzo 1999      | 1     | 15:00 | Bay St. Louis, Stati Uniti | Debutto in UFC                                      |
| Sconfitta | 6–2    | Tom Erikson           | KO (pugni)                               | Brazil Open '97                         | 15 giugno 1997    | 1     | 1:11  | Brasile                    | Torneo Brazil Open '97, Finale                      |
| Vittoria  | 6–1    | Gustavo Homem de Neve | KO Tecnico (sottomissione alle gomitate) | Brazil Open '97                         | 15 giugno 1997    | 1     | 2:21  | Brasile                    | Torneo Brazil Open '97, Semifinale                  |
| Sconfitta | 5–1    | Carlos Barreto        | Sottomissione tecnica (triangolo)        | Universal Vale Tudo Fighting 6          | 3 marzo 1997      | 1     | 22:24 | Brasile                    | Torneo UVTF 6, Finale                               |
| Vittoria  | 5–0    | Mario Neto            | KO Tecnico (sottomissione ai pugni)      | Universal Vale Tudo Fighting 6          | 3 marzo 1997      | 1     | 11:24 | Brasile                    | Torneo UVTF 6, Semifinale                           |
| Vittoria  | 4–0    | Ebenezer Fontes Braga | Decisione                                | Universal Vale Tudo Fighting 6          | 3 marzo 1997      | 1     | 20:00 | Brasile                    | Torneo UVTF 6, Quarti di finale                     |
| Vittoria  | 3–0    | Dan Bobish            | KO Tecnico (sottomissione ai pugni)      | Universal Vale Tudo Fighting 4          | 22 ottobre 1996   | 1     | 5:50  | Brasile                    | Vince il torneo UVTF 4                              |
| Vittoria  | 2–0    | Geza Kalman           | KO Tecnico (pugni)                       | Universal Vale Tudo Fighting 4          | 22 ottobre 1996   | 1     | 7:37  | Brasile                    | Torneo UVTF 4, Semifinale                           |
| Vittoria  | 1–0    | Luiz Carlos Macial    | KO Tecnico (sottomissione ai pugni)      | Universal Vale Tudo Fighting 4          | 22 ottobre 1996   | 1     | 5:14  | Brasile                    | Torneo UVTF 4, Quarti di finale                     |

## Curiosità
- Randleman era solito, appena entrato nel ring e prima dell'incontro, effettuare dei salti a piedi pari che raggiungevano una notevole altezza per un atleta della sua mole, a dimostrazione della sua potenza muscolare.
- Era uno dei pochi lottatori di arti marziali miste che, se gli era consentito da regolamento, durante gli incontri indossava scarpe, in genere Asics da lotta libera.